# 樋口清之
樋口 清之（ひぐち きよゆき、1909年1月1日 - 1997年2月21日）は、日本の考古学者・歴史作家。國學院大學名誉教授、國學院大學考古学資料館名誉館長、國學院大學栃木短期大学名誉学長、全日本博物館学会名誉会長。文学博士。専門は考古学・民俗学。紫綬褒章、勲三等旭日中綬章受章。

## 人物
奈良県桜井市生まれ。先祖は、織田長益（有楽斎）に発する旧家である。旧制奈良県立畝傍中学校在学中に、学術誌に十数篇の論考を投稿していた。1927年、鳥居龍蔵を慕って國學院大學に入学。1932年（昭和7年）國學院大學文学部国史学科卒業。在学中の1928年（昭和3年）4月には、自身の収集品をもとに博物館の必要性を訴えたことで、國學院大學内に考古学標本室が創設された。考古学標本室は考古学資料室と名を替え、後の國學院大學博物館の前身のひとつとなった。
1934年（昭和9年）から國學院大學予科講師、1945年（昭和20年）同大学教授、1946年（昭和21年）学部教授。1955年（昭和30年）学位論文「日本石器時代身体装飾品について」で國學院大學より文学博士の学位を取得した。1979年（昭和54年）に國學院大學文学部教授を定年退職して名誉教授。1981年（昭和56年）國學院大學栃木短期大学学長。1995年（平成7年）に國學院大學栃木短期大学学長を退職、名誉学長。
上記のほか、1957年（昭和32年）全国大学博物館学講座協議会委員長、1973年（昭和48年）全日本博物館学会会長、日本風俗史学会会長、1975年（昭和50年）國學院大學考古学資料館館長、1978年（昭和53年）日本博物館協会理事などの要職を歴任した。1992年（平成4年）、全日本博物館学会名誉会長となる。
1973年（昭和48年）紫綬褒章、1975年（昭和50年）日本放送文化賞、1979年（昭和54年）勲三等旭日中綬章、1996年（平成8年）渋谷区政功労者表彰。

## 業績
- 考古学者としては静岡県の登呂遺跡の発掘などを行い、日本考古学の黎明期を支えた。また民俗学・文化人類学など幅広い研究活動を行い、柳田國男に並ぶ学界の権威であった。一方で、戦時中の1941年（昭和16年）には翼賛的考古学団体の日本古代文化学会に発起人として参加し、皇国史観的考古学を推進した。
- 1957年（昭和32年）4月、國學院大學に博物館学課程を開設した。これは1951年（昭和26年）の博物館法制定に基づき、学芸員制度が設けられたことによるもので、日本で3番目の開講になった[5]。
- 300冊を超える著書を刊行し、テレビ出演や講演活動も積極的にこなした[1]。代表作として『梅干と日本刀』『逆・日本史』などが挙げられる。独自の日本文化論は「樋口学」とも賞された[1]。本作から「うめぼし博士」「梅干先生」とも称された。
- ドラマや小説などの時代考証を数多く手がけた。吉川英治が小説『宮本武蔵』を執筆していた頃、時代考証の面で協力しており、この時に創作した事柄が歴史的事実として文献に記載される事もあり、後に本人が驚いている。松本清張のブレーンも務めていたことがあるという。フジテレビの時代劇『三匹の侍』とNHKのテレビドラマ『ポーツマスの旗』（1981年）でも時代考証を担当した。

## エピソード
- 中学生の頃、考古調査のために三輪山の禁足地に入ったことがある。
- 1930年前後生まれの渡部昇一や谷沢永一と親交を結び、互いの著書の推奨文や解説を書きあった。
- 弟子・教え子に丹羽基二や伊藤文学がいる。

## 著書
- 『大和竹内石器時代遺蹟』大和国史会、1936年
- 『日本原始文化史』三笠書房、1939年
- 『日本古代産業史』四海書房、1943年
- 『日本のあけぼの』文人社、1948年
- 『万葉女人』蒼明社、1948年（のち修正して『万葉の女人たち』講談社学術文庫1978年）
- 『日本のあゆみ』文人社、1949年
- 『日本女性の生活史』文人社、1950年
- 『日本歴史表覧』蒼明社、1950年
- 『東京五千年史話』家城書房、1950年
- 『日本史要』國學院大學出版部、1951年
- 『日本歴史要覧』犀書房、1954年
- 『東京の歴史』長谷川書房、1955年
- 『日本原始文化』弘文堂、1955年
- 『日本の歴史 1-6』福村書店、1956-1964年
- 『人類学概論』犀書房、1960年
- 『日本木炭史』全国燃料会館、1960年
- 『日本食物史』柴田書店、1960年
- 『東京の歴史』弥生書房、1961年
- 『紅塵三百五十年』弥生書房、1961年
- 『考古学こぼれ話』学生社、1962年
- 『木炭の文化史』東出版、1962年
- 『日本人の起源』有紀書房、1963年
- 『発掘』学生社、1963年
- 『恋文から見た日本女性史』講談社、1965年
- 『史実江戸 1-5』芳賀書店、1967-1968年
- 『日本の神話』主婦の友社、1969年
- 『旅の心 近畿』あすの書房、1970年
- 『くらしの博物館』新人物往来社、1971年
- 『日本人の知恵の構造』学生社、1972年
- 『日本史再発見』文研出版、1973年
- 『出身県でわかる日本人診断』講談社、1973年
- 『日本人再発見』文研出版、1974年
- 『梅干と日本刀 日本人の知恵と独創の歴史』祥伝社、1974年（のち『梅干と日本刀』上巻）
- 『梅干と日本刀 続 日本人の活力と企画力の秘密』祥伝社、1975年（のち『梅干と日本刀』中巻）
- 『おふくろ 心と生活のふるさと』草思社、1976年
- 『梅干と大福帳』祥伝社、1976年（のち『梅干と日本刀』下巻）
- 『日本風俗の起源99の謎 礼儀作法とはなにか』サンポウ、1976年
- 『日本風俗の起源99の謎 続 衣食住を探求する』サンポウ、1976年
- 『はだかの日本史』主婦の友社、1976年
- 『食べる日本史』柴田書店、1976年
- 『日本おんな囃』文化放送開発センター、1976年
- 『関東人と関西人』ホーチキ商事、1976年
- 『日本人の知恵』日本放送出版協会、1976年
- 『秘密の日本史』祥伝社、1977年
- 『おやじ待望論』千曲秀版社、1977年
- 『亡びない日本人』泰流社、1977年
- 『日本人の履歴書』主婦の友社、1977年
- 『女王卑弥呼99の謎』産報ジャーナル、1977年
- 『歴史を見る目』ごま書房、1977年
- 『こめと日本人』家の光協会、1978年
- 『日本人の育ての知恵』PHP研究所、1978年
- 『大和の海原』千曲秀版社、1978年
- 『縁の下の日本史』朝日ソノラマ、1978年
- 『逆ねじの思想』朝日イブニングニュース社、1978年
- 『私の鎌倉案内』主婦の友社、1978年
- 『まつりと日本人』家の光協会、1978年
- 『説得力』徳間書店、1978年
- 『装いのこころ』日本書籍、1979年
- 『私の奈良案内』主婦の友社、1979年
- 『日本人の歴史1 自然と日本人』講談社、1979年
- 『日本人の歴史2 食物と日本人』講談社、1979年
- 『日本人の歴史3 お金と日本人』講談社、1979年
- 『日本人の歴史4 性と日本人』講談社、1980年
- 『日本人の歴史5 医術と日本人』講談社、1982年
- 『日本人の歴史6 装いと日本人』講談社、1980年
- 『日本人の歴史7 旅と日本人』講談社、1980年
- 『日本人の歴史8 遊びと日本人』講談社、1980年
- 『日本人の歴史9 笑いと日本人』講談社、1982年
- 『日本人の歴史10 夢と日本人』講談社、1982年
- 『日本人の歴史11 禁忌と日本人』講談社、1982年
- 『日本人の歴史12 悪と日本人』講談社、1982年
- 『柔構造のにっぽん人』朝日出版社、1980年
- 『足の下の日本史』家の光協会、1980年
- 『日本のシルクロード』主婦の友社、1981年
- 『化粧の文化史』国際商業出版、1982年
- 『名字の本』角川書店、1986年
- 『うめぼし博士の逆・日本史』全4巻　祥伝社、1986-1988年
- 『人づきあいの日本史』天山出版、1988年
- 『江戸性風俗夜話』河出書房新社、1988年
- 『日本人はなぜ水に流したがるのか』エムジー、1989年
- 『お江戸街めぐり』河出書房新社、1989年
- 『素顔の日本史』天山出版、1989年
- 『「温故知新」と「一所懸命」』NTT出版、1991年
- 『日本「ならわし」なるほど雑学』天山出版、1991年
- 『歴史の真相に迫る 謎だらけの日本史』大陸書房、1992年
- 『歴史の秘密ウラ話』大陸書房、1992年
- 『女王卑弥呼の謎』広済堂出版、1992年
- 『樋口清之博士のおもしろ雑学日本「意外」史』三笠書房、1992年
- 『日本人と人情』2冊 大和書房、1994年
- 『食べる日本史』朝日新聞社、1996年
- 『梅干し博士の日本再発見講座1 日本人は優秀である』ごま書房、1997年
- 『梅干し博士の日本再発見講座2 日本人と水の発想』ごま書房、1997年
- 『梅干し博士の日本再発見講座3 日本人の才覚』ごま書房、1997年
- 『梅干し博士の日本再発見講座4 日本人のお家芸 逆発想法』ごま書房、1997年
- 『梅干し博士の日本再発見講座5 やさしい日本人さびしい日本人』ごま書房、1997年
- 『梅干し博士の日本再発見講座6 衣・食・住に見る日本人の精神構造』ごま書房、1997年
- 『梅干し博士の日本再発見講座7 女の知恵が歴史を変えた』ごま書房、1998年
- 『梅干し博士の日本再発見講座8 日本史隠された真相』ごま書房、1998年
- 『新・梅干しと日本刀』祥伝社、2000年
- 『日本人の美点』ゴマブックス、2003年

共著
- 『今日の風土記』光文社、1966-1969年 （松本清張との共著）